# Montcortès de Pallars (antic municipi)
|  | Aquest article és sobre el poble d'aquest nom. Per a l'antic municipi d'aquest nom, vegeu Montcortès. |

| ↓ | 1812 — 1969 | → |

|  | Montcortès |
|  | Ancs       |
|  | Bretui     |
|  | Mentui     |
|  | Peracalç   |
|  | Sellui     |

| Baix Pallars |

|  | Montcortès |
|  | Ancs       |
|  | Bretui     |
|  | Mentui     |
|  | Peracalç   |
|  | Sellui     |

| Baix Pallars |

Montcortès de Pallars fou un dels quatre antics municipis integrats el 1969 en el nou municipi de Baix Pallars (els altres són Baén, Gerri de la Sal i Peramea). De tots ells, és el que està situat a la zona nord-oest; és termenal amb el Pallars Jussà (la Pobla de Segur, Senterada i la Torre de Cabdella, en els antics termes de la Pobleta de Bellveí i Mont-ros), i amb els antics termes de la seva mateixa comarca d'Enviny, (ara integrats en el municipi de Sort) i d'Estac (ara, municipi de Soriguera).
El municipi, que consta com a Moncortes en el Diccionario geográfico... de Pascual Madoz, fou creat el 1812 a partir de les disposicions de la Constitució de Cadis. En un primer moment, fou creat d'una banda l'ajuntament de Montcortès, i de l'altra els d'Ancs, Bretui, Mentui, Peracalç i Sellui, que el 1847 eren agregats a Montcortès en no assolir cap dels sis ajuntaments el mínim de 30 veïns (cap de casa) que marcava la nova llei municipal d'aquell any i, en canvi, sí que els obtenien ajuntant-los tots sis. El nou municipi afegí de Pallars al nom del poble de Montcortès, el més gran de tots ells.
Incloïa, a més del poble de Montcortès, els pobles d'Ancs, Bretui, Cabestany, Mentui, Peracalç i Sellui.

## Geografia
L'antic municipi de Montcortès de Pallars tenia una extensió de 43,4 km². Dels 129,41 que té ara el municipi complet, aquest antic municipi era el segon en volum dels que s'integraren en el terme actual de Baix Pallars.

### Entitats de població
| Entitat de població | Habitants (2011) |
| ------------------- | ---------------- |
| Ancs                | 3                |
| Bretui              | 16               |
| Cabestany           | 2                |
| Mentui              | 5                |
| Montcortès          | 25               |
| Peracalç            | 11               |
| Sellui              | 15               |
| Font: Idescat       |                  |

### Perímetre

#### Límit amb l'antic terme dePeramea(Baix Pallars)
Comença aquesta descripció en el Coll de Banyades, al nord-est de l'antic terme de Montcortès, on es trobava amb els termes municipals d'Estac (ara, Soriguera) i Peramea.
El termenal baixava cap a migdia, fins al primer turó de Costoja, on trencava cap al sud-oest, anant a cercar la Llau de la Sea, la llera del qual marcava la línia de terme. Barranc avall, fins que trobava el Riu d'Ancs al nord-oest i a prop del poble de Balestui; en aquest lloc el termenal travessava el riu i anava a buscar la carena de la Coma d'Airemunt, fins a arribar a l'extrem nord-est del Plan de Corts, on de sobte trencava quasi en angle recte cap al sud-est. Sempre en aquest direcció, anava resseguint l'extrem oriental del pla esmentat, deixant el poble de Bretui a ponent i, successivament, a llevant la Roca Foradada, la Serra, la Llau de la Serra, Fontdetorba, el Serrat de la Borda del Tat.
En arribar al capdamunt de la Costa, torç cap al sud-oest, fent un arc que deixa al sud i sud-est el poble de Cortscastell, emprèn en aquella direcció el Serrat de la Borda, fins a arribar al Mas dels Capellans, que quedava en terme de Montcortès de Pallars, i al Mas de Pasqual, que pertanyia a Peramea, tot just arran de parets septentrionals i occidentals. Fent la volta a la masia, la línia de terme girava cap al sud-sud-oest, en línia recta fins a l'extrem nord-oest de la Serra de Peracalç, a prop, damunt i al nord del poble de Peracalç.
El termenal seguia aleshores cap al sud-est la serra esmentada, fins al Tossal de l'Àliga, i continuava en la mateixa direcció pel contrafort de la serra, pel Collet Jornat, resseguint la cinglera pel capdamunt, fins que arribava a les Casals, a prop i al nord-oest de lo Tossal, on es trobaven els termes municipals de la Pobla de Segur, Peramea i Montcortès de Pallars, els dos darrers ara dins del de Baix Pallars.

#### Límit amb el terme dela Pobla de Segur, Pallars Jussà
A lo Tossal la línia de terme canvia de direcció, ara cap al sud-oest, i arriba al lloc dels Malls, a ponent de lo Serrat Gros, a 900 m. alt., a prop i al nord d'on hi ha les restes del monestir de Sant Pere de les Maleses.
Des d'aquest lloc, torna a girar, ara cap al nord-oest, i baixa gradualment a trobar el Sant Pere, que segueix aigües amunt fins al nord de la Muntanyeta de Comosí, on el barranc de Sant Pere es troba amb la Llau de les Esplugues, a 763 m. alt. En aquest punt el termenal comença a deixar el fons de la vall per tal d'enfilar-se cap al nord-oest, cap a la carena que limita pel nord la vall de Montsor, de forma paral·lela a la Llau de les Esplugues. Passa pel nord dels Deixers de Peracalç, i va a buscar la masia de Peracalç i la seva església de sant Feliu l'Africà, a 990 m. alt., a tocar de la qual passa (al seu sud-oest). La masia i l'església, però, queda fora del terme de la Pobla de Segur.
Sempre cap al nord-oest, el termenal va a buscar la carena del Serrat de la Masia, que segueix fins a lo Tossalet, de 1.411,1 m. alt., on torç de sobte cap al nord per marcar una mena de banya que fa el terme de la Pobla de Segur al nord-oest de Montsor. Continua cap al nord, sempre carenant, fins al Roc de Sant Aventí, de 1.479,8 m. alt., punt més elevat del terme de la Pobla de Segur. Des d'aquest cim el termenal encara continua cap al nord, davallant progressivament per la carena fins al Pla de Llac, de 1.458,3 m. alt. En aquest lloc es troben els termes de la Pobla de Segur, Baix Pallars i Senterada.

#### Límit amb el terme deSenterada
Des de la fita anterior, el termenal va a buscar l'Obaga de Comadars, puja per la Costa de Barrusca i assoleix els 1.207,6 m. alt. a la Foleda. En aquest lloc torna a canviar de direcció: ara, cap al sud, per anar a buscar la Serra de Peracalç, a l'extrem de ponent del Pla de Llac, a 1.400 m. alt., i fent un angle recte cap al sud, emprèn la direcció est-nord-est per pujar dalt del Pla de Llac, de 1.458,3 m. alt. En aquest nou punt es troben tres termes municipals: Senterada, Baix Pallars (antic terme de Montcortès de Pallars) i la Pobla de Segur.

#### Límit amb l'antic terme dela Pobleta de Bellveí(la Torre de Cabdella, Pallars Jussà)
Des del punt anterior, el termenal amb Montcortès de Pallars pren la direcció nord-nord-est pel vessant occidental del Serrat del Rebollar, travessa el barranc de Prat Castelló, passa a tocar de la Borda de Barrauet, que queda per pocs metres en terme de la Pobleta de Bellveí i, seguint el camí dels Puiatells, passa ran de la Borda de Badia, que queda en terme de Montcortès de Pallars. Al cap d'una mica, quan inflexiona ja cap al nord-est, travessa el barranc de la Gessera i, al Comentiol, va a buscar el barranc de Ruixou, al qual arriba prop de la Font del Porcell, a 790 m. alt.
El barranc de Ruixou esdevé un bon tros termenal de municipi i de comarca (1,7 km.), fins que, en el moment que té pel sud l'Obaga de Coma-sosa i pel nord l'Obaga del Forn, trenca cap al nord-est, enfilant-se muntanya amunt per aquesta darrera obaga. Va a buscar el Tossal del Botgegal (1.096,8 m. alt.), i tot seguint, sempre muntanya a munt per la careneta més directa, lo Tossal, de 1.247,8. Des de lo Tossal es manté una estona a la mateixa alçada (uns 1.250 m. alt.) fent un arc per la capçalera de la vall on es troba el poble d'Envall, molt proper, i va a buscar el Serrat de la Cabaneta.
Superat aquest serrat a l'alçària de 1.300 metres, continua cap al nord mantenint-se a la mateixa alçada, travessa la capçalera de la vall del barranc de les Comes, fins que arriba a uns 350 metres al sud-oest del cim del Cogulló, on gira cap al nord-est fins a aquest cim, de 1.569,3 m. alt. En aquest punt el termenal gira cap al nord per tal de seguir la carena de la Serra Espina: Collada del Clot d'Andol (1.535,6 m. alt.), Turó del Cuet (1.560,7), on es trobava el triterme entre la Pobleta de Bellveí, Montcortès de Pallars i Mont-ros.

#### Límit amb l'antic terme deMont-ros(la Torre de Cabdella, Pallars Jussà)
Des del punt anterior, la línia de terme no segueix cap accident orogràfic, sinó que traça una línia recta tallant la capçalera de la vall d'Ancs per anar de dret cap a l'oest-sud-oest cap al cim de la Roca de Rovellosa, de 2.013,5 m. alt., a l'extrem sud del Serrat de Riuferreres.
En aquest lloc, i sense seguir tampoc cap relleu orogràfic, traça una línia quasi recta cap al sud-sud-oest que va de dret a la Collada de Sant Quiri, de 1.713,8 m. alt. Aquí sí que el termenal va a cercar la carena, puja al Tossal de Sant Quiri, de 1.834,2 m. alt., i continua carenant, aproximadament en direcció sud-oest, seguit la sinuositat de la carena, cap al Cap de la Ginebrera (1.772,2 m. alt.), la Collada de la Ginebrera (1.624,9), el Pui Sidós (1.641,2) i la Roca de Pui Sidós (1.628,9), el Serrat de Gramenet i la Collada de Fàdigues, on comena la Serra Espina, fins que arriba al Turó del Cuet, on es troba el triterme entre Montcortès de Pallars (ara, Baix Pallars), Mont-ros (ara la Torre de Cabdella) i Enviny (ara, Sort).
Alhora s'acaba el termenal entre les comarques del Pallars Jussà i el Pallars Sobirà.

#### Termenal ambEnviny(ara,Sort)
Des del punt anterior, el termenal baixa cap al sud-sud-est fins a la Collada de les Forques, de 2.191,7 metres d'altitud, i inflexiona molt lleugerament cap al sud, per tal d'adreçar-se a la Collada dels Escaubells, de 2.219,6, i tot seguit al Cap de la Muntanyeta, de 2.222,7, on es troben els termes municipals de Baix Pallars (Montcortès de Pallars), Soriguera (Estac) i Sort (Enviny).

## Història
Fins a l'extinció dels senyorius, en el primer terç del segle xix, la major part del terme pertangué als marquesos de Pallars. Però no Ancs, que formava part de les possessions de l'abat de Santa Maria de Gerri ni Peracalç, propietat del capítol de canonges de la col·legiata de Tremp.

### Història contemporània
L'ajuntament de Montcortès de Pallars fou creat el 1812, arran de les lleis promulgades a partir de la Constitució de Cadis i la reforma de tot l'estat que s'emprengué, i fou suprimit el 1969, amb la seva incorporació al nou municipi creat aquell any, Baix Pallars.
Alcaldes:
- Sebastià Barbal (1898)
- Josep Franch (1900)

## Demografia
En el cens del 1857 Moncortés apareix amb 711 habitants i 131 cèdules personals inscrites, repartides de la manera següent: Anchs, 131 habitants i 19 cèdules; Bretuy, 94 i 14; Mentuy, 37 i 4; Moncortés, 175 i 33; Peracals, 163 i 37, i Selley, 111 i 24.

## Llocs d'interès
- Estany de Montcortès.